# Pokrovskoïe-Strechnevo
Pokrovskoïe-Strechnevo (Муниципальный округ Покровское-Стрешнево) est un district administratif du district administratif nord-ouest de Moscou, existant depuis 1991.

son territoire intègre une portion de la partie méridionale de l'ancienne ville de Touchino, intégrée à Moscou en 1960.

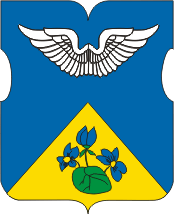
Armes du district
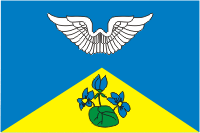
Drapeau du district